# Krisztina Tóth
Krisztina Tóth (ung. Tóth Krisztina), född 5 december 1967 i Budapest, är en ungersk poet och författare.

## Biografi

### Bakgrund
Tóth föddes i en familj med hantverkskunniga människor. Modern var guldsmed, medan farfadern arbetade som målare och grafiker. Hon tillbringade som barn mycket tid i moderns ateljé, där hon fascinerat följde arbetet med guld och andra material.
Krisztina Tóth började skriva dikter vid elva års ålder, i en skrivbok i skolan. Skrivandet började efter att hon en dag hört en radiouppläsning av János Aranys dikter. Något senare upptäckte hon även Attila Józsefs diktande, och båda poeterna har följt henne som stora inspirationskällor.
Under gymnasieåren (där hon studerade skulptur) började Tóth få sina dikter publicerade, och som 18-åring vann hon en poesitävling i skolan. Efter examen arbetade hon ett år som lärling vid det ungerska nationalmuseet, och därefter inledde hon studier i humaniora vid Eötvös Loránd-universitetet.
Studierna avbröts när hon 1990 reste till Paris, där hon kom att försörja sig med tillfälliga arbeten. Under sin tid i Frankrike upptäckte hon fransk poesi.
1992 återvände hon hem till Ungern, och hon avslutade 1993 sina universitetsstudier med en examen i pedagogik och ungersk litteratur. I mitten av 1990-talet arbetade hon för Institut Français i Budapest, bland annat som organisatör av konstutställningar.

### Författarskap
1998 födde Krisztina Tóth en son, något som inspirerade henne till börja skriva barnböcker. Annars har hon i Ungern främst gjort sig känd och framgångsrik som diktare, med den första poesiboken publicerad 1989 (Őszi kabátlobogás). Vissa av hennes diktsamlingar har sålts i uppåt 10 000 exemplar, med olika upplagor sammanräknade.
2006 publicerades Tóths första riktiga prosabok. Vonalkód ('Streckkod') är en sorts novellsamling med löst sammankopplade berättelser och Ungerns sena 1900-talshistoria som tema.
Krisztina Tóths böcker har översatts till ett antal europeiska språk, inklusive tyska, spanska, finska, franska, tjeckiska, slovakiska och serbiska. 2015 ges hennes novellsamling Pixel ut i översättning till svenska (Bokförlaget Tranan).

### Övriga aktiviteter, utmärkelser
Krisztina Tóth bor i Budapest, där hon även verkar som översättare av poesi, bland annat från franska. Vid sidan av sina litterära arbeten ägnar hon sig åt att formge och producera glasmålningar samt verka som restauratör. Intresset för glasmålningar stammar från barndomens upplevelser i moderns guldsmedsateljé, och Tóth etablerade 1998 sin egen ateljé.
Tóth är en av dagens mer kända ungerska poeter. Bland utmärkelserna som tilldelats henne finns Tibor Déry-priset (1996) och Attila József-priset (2000).